# Тотлебен
То́тлебен (болг. Тотлебен) — село в Плевенській області Болгарії. Входить до складу общини Пордим.

## Населення
За даними перепису населення 2011 року у селі проживали 563 особи.
Національний склад населення села:
| Національність   | Кількість осіб | Відсоток |
| ---------------- | -------------- | -------- |
| болгари          | 431            | 95,8%    |
| турки            | 7              | 1,6%     |
| інша             | 0              | 0%       |
| не визначились   | 12             | 2,7%     |
| Всього відповіли | 450            |          |

Розподіл населення за віком у 2011 році:
Динаміка населення: